# Dorflinde Oberwartha

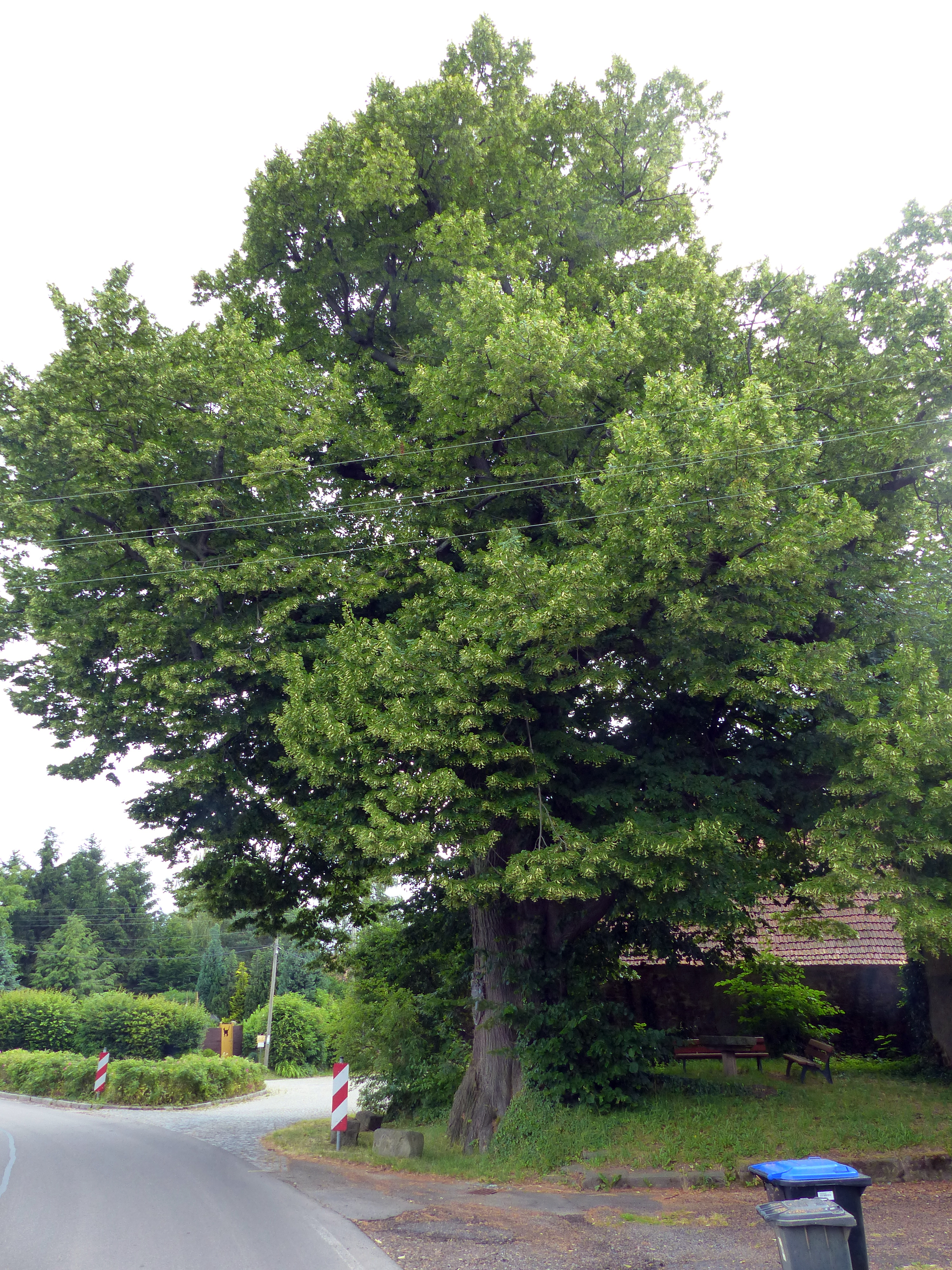
Dorflinde Oberwartha

Die Dorflinde Oberwartha ist ein Naturdenkmal in der Dresdner Ortschaft Oberwartha und gehört zu den Gedenkbäumen in Dresden.

## Beschreibung
Die Sommerlinde auf dem Fritz-Arndt-Platz in Oberwartha ist etwa 23 Meter hoch und weist in 1,30 Meter Höhe einen Stammumfang von 5,60 Meter auf.

## Geschichte
Die Pflanzung der Linde wird etwa auf das Jahr 1600 datiert. Der Baum diente ursprünglich als Gerichtslinde. Im Jahr 1922 wurde am Stamm der Linde eine Gedenktafel aus Bronze angebracht, die an die Oberwarthaer Opfer des Ersten Weltkriegs erinnert. Auf der Tafel befindet sich neben den Namen der 12 Gefallenen und den Jahreszahlen 1914 und 1918 der Spruch Vergiss, mein Volk, die treuen Toten nicht! Die Linde wurde „wegen der Größe und besonderen landschaftsbildprägenden Wirkung sowie aus kulturhistorischen Gründen“ 1958 als Naturdenkmal unter Schutz gestellt. Zudem steht sie zusammen mit der Gedenktafel auch als Kulturdenkmal unter Schutz.